# Neugersdorf
Neugersdorf is een ortsteil van de Duitse gemeente stad Ebersbach-Neugersdorf in de deelstaat Saksen. Op 1 januari 2011 fuseerde Neugersdorf met de stad Ebersbach/Sa. tot Ebersbach-Neugersdorf.